# García (Nueva Esparta)
Pour les articles homonymes, voir García.
García est l'une des onze municipalités de l'État de Nueva Esparta au Venezuela, située sur l'île de Margarita. Son chef-lieu est El Valle del Espíritu Santo. En 2011, la population s'élève à 68 490 habitants.

## Géographie

### Subdivisions
La municipalité possède une seule paroisse civile et une parroquia capital, traduite ici par « capitale » (en italiques et suivie d'une astérisque) avec, chacune à sa tête, une capitale (entre parenthèses) :
- Capitale García * (El Valle del Espíritu Santo) ;
- Francisco Fajardo (Villa Rosa).